# Metaruncina
Metaruncina is een geslacht van weekdieren uit de klasse van de Gastropoda (slakken).

## Soorten
- Metaruncina nhatrangensis Chernyshev, 2005
- Metaruncina setoensis (Baba, 1954)